# Liste de gares en Suède
 (avril 2016).
Si vous disposez d'ouvrages ou d'articles de référence ou si vous connaissez des sites web de qualité traitant du thème abordé ici, merci de compléter l'article en donnant les références utiles à sa vérifiabilité et en les liant à la section « Notes et références ».

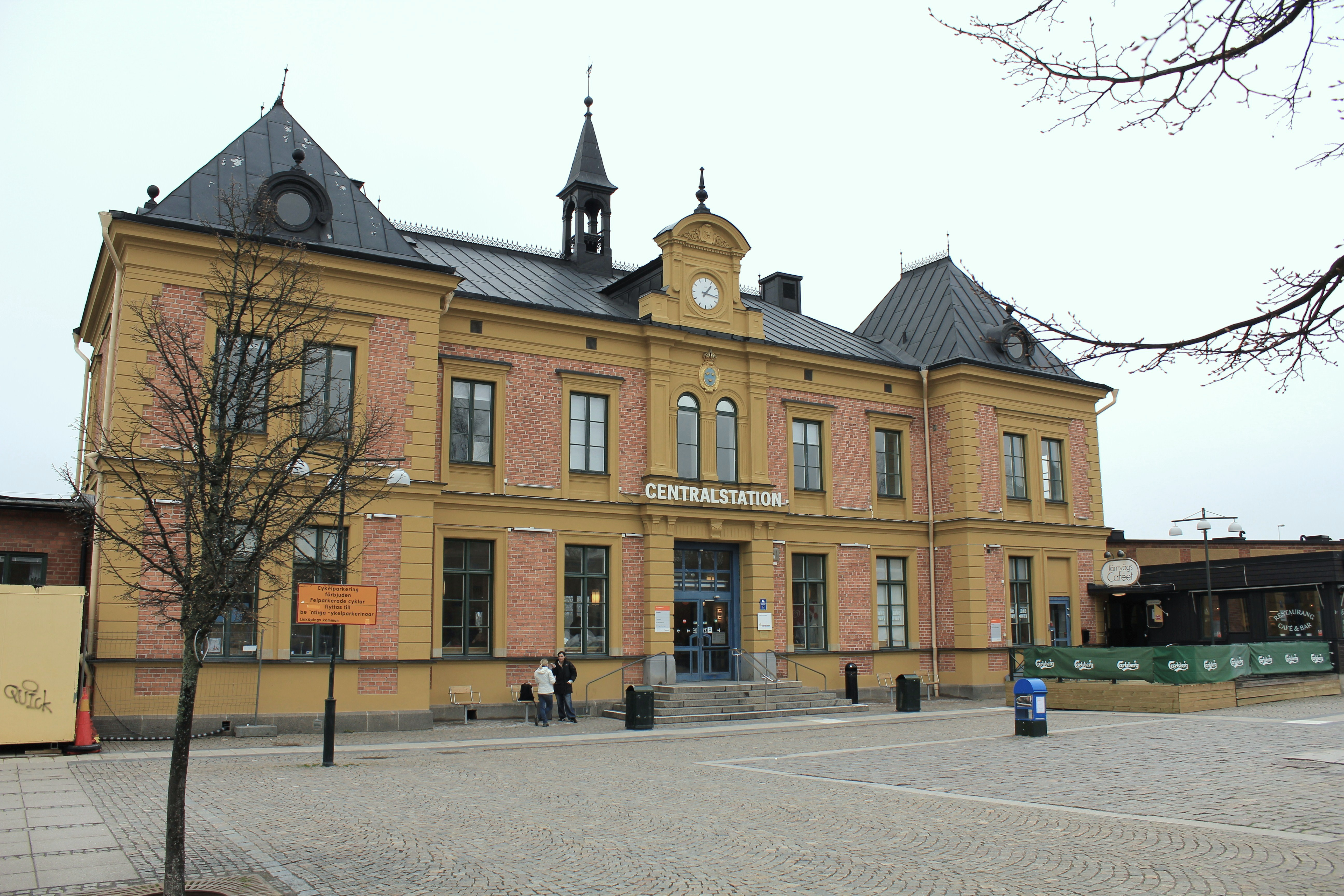
Gare centrale de Linköping

Cette liste de gares en Suède a pour objectif de rassembler l'ensemble des articles sur les gares ferroviaires, existantes ou ayant existé, situées sur le territoire de la Suède.

## Liste par ordre alphabétique
Ci-après la liste par ordre alphabétique comprenant un classement par comté, qui inclut les gares en service et les gares fermées et/ou désaffectées (en italique).

### Comté de Dalécarlie
- Gare de Säter

### Comté de Gävleborg
- Gare d'Hybo

### Comté de Gotland
- Gare d'Hesselby

### Comté de Halland
Gares en service
- Gare de Falkenberg
- Gare centrale de Halmstad
- Gare de Varberg

### Comté de Jämtland
Gares en service
- Gare de Bräcke
- Gare de Brunflo
- Gare d’Enafors
- Gare centrale d’Östersund
- Gare de Storlien

### Comté de Jönköping
- Gare centrale de Jönköping
- Gare de Sävsjö

### Comté de Kronoberg
Gares en service
- Gare centrale d’Alvesta

### Comté de Norrbotten
Gares en service
- Gare d’Abisko östra
- Gare de Haparanda
- Gare centrale de Kiruna
- Gare de Riksgränsen

### Comté d’Örebro
Gares en service
- Gare de Laxå
- Gare centrale d’Örebro

### Comté d’Östergötland
Gares en service
- Gare centrale de Linköping
- Gare centrale de Norrköping

Gares fermées
- Gare de Malmslätt
- Gare de Norrköpings västra
- Gare de Sya

### Comté de Scanie
Gares en service
- Gare de Hästveda
- Gare centrale d'Helsingborg
- Gare centrale de Lund
- Gare centrale de Malmö

### Comté de Södermanland
Gares en service
- Gare de Katrineholm
- Gare centrale de Nyköping
- Gare de Vagnhärad

### Comté de Stockholm
Gares en service
- Gare centrale de Stockholm

### Comté d’Uppsala
Gares en service
- Gare centrale d’Enköping
- Gare centrale d'Uppsala

### Comté de Västerbotten
Gares en service
- Gare centrale d'Umeå

### Comté de Västernorrland
Gares en service
- Gare de Långsele
- Gare centrale de Sundsvall

Gares fermées
- Gare d’Örnsköldsvik

### Comté de Västmanland
Gares en service
- Gare de Charlottenberg

### Comté de Västra Götaland
Gares en service
- Gare de Bergslagsbanans
- Gare de Borås central
- Gare de Dingle
- Gare centrale de Göteborg
- Gare de Lysekil
- Gare de Munkedal
- Gare de Partille
- Gare de Skee
- Gare de Strömstad
- Gare centrale de Trollhättan
- Gare centrale d’Uddevalla